# 기아나돌고래
기아나돌고래 또는 코스테로(Sotalia guianensis)는 남아메리카 북부와 동부 그리고 중앙아메리카 동부 해안에서 발견되는 돌고래이다. "코스테로"(costero)라는 명칭은 이 종이 연안 서식지를 좋아하기 때문에 카발레로(Caballero)와 그 동료들이 붙인 이름이다. 코스테로는 참돌고래과에 속한다. 겉모습이 병코돌고래와 비슷하지만, 병코돌고래와는 아주 다르며, 별도의 정글참돌고래속으로 분류하고 있다.

## 같이 보기
- 고래류의 종 목록